# NGC 6015
NGC 6015 је спирална галаксија у сазвежђу Змај која се налази на NGC листи објеката дубоког неба.
Деклинација објекта је + 62° 18' 31" а ректасцензија 15h 51m 25,4s. Привидна величина (магнитуда) објекта NGC 6015 износи 11,0 а фотографска магнитуда 11,7. Налази се на удаљености од 16,937 милиона парсека од Сунца. NGC 6015 је још познат и под ознакама UGC 10075, MCG 10-23-3, CGCG 298-3, IRAS 15506+6227, CGCG 319-28, KARA 710, PGC 56219.